# Méailles
Méailles är en kommun i departementet Alpes-de-Haute-Provence i regionen Provence-Alpes-Côte d'Azur i sydöstra Frankrike. Kommunen ligger  i kantonen Annot som ligger i arrondissementet Castellane. År 2022 hade Méailles 118 invånare.

## Befolkningsutveckling
Antalet invånare i kommunen Méailles
Referens: INSEE